# Parapengornis eurycaudatus
Parapengornis eurycaudatus — вид вимерлих енанціорнісових птахів родини Pengornithidae, що існував у ранній крейді (125 млн років тому). Викопні рештки птаха знайдені у відкладеннях формації Цзюфотан у Китаї.

## Опис
Вид описаний по майже повному скелету, у якого відсутні лише дистальна частина грудини, деякі частини лівого крила та праве крило. У дзьобі птаха були численні дрібні зуби. На хвості знаходились дві довгі пір'їни.